# Davide Lanzafame
Davide Lanzafame (Turín, provincia de Turín, Italia, 9 de febrero de 1987) es un exfutbolista italiano que jugaba de delantero.

## Selección nacional
Fue internacional con la selección de fútbol sub-21 de Italia. Debutó el 5 de septiembre de 2008, en un encuentro ante la selección de Grecia que finalizó con marcador de 1-1.

## Clubes
| Club                  | País    | Año       |
| --------------------- | ------- | --------- |
| Juventus F. C.        | Italia  | 2006-2007 |
| A. S. Bari            | Italia  | 2007-2008 |
| U. S. Palermo         | Italia  | 2008-2009 |
| A. S. Bari            | Italia  | 2009      |
| Parma F. C.           | Italia  | 2009-2010 |
| Juventus F. C.        | Italia  | 2010-2011 |
| Brescia Calcio        | Italia  | 2011      |
| Calcio Catania        | Italia  | 2011-2012 |
| U. S. Grosseto        | Italia  | 2012-2013 |
| Budapest Honvéd F. C. | Hungría | 2013      |
| Calcio Catania        | Italia  | 2013      |
| A. C. Perugia Calcio  | Italia  | 2014-2016 |
| Novara Calcio         | Italia  | 2016      |
| Budapest Honvéd F. C. | Hungría | 2016-2018 |
| Ferencváros T. C.     | Hungría | 2018-2019 |
| Budapest Honvéd F. C. | Hungría | 2019-2020 |
| Adana Demirspor       | Turquía | 2020-2021 |
| L. R. Vicenza Virtus  | Italia  | 2021-2022 |

## Palmarés

### Campeonatos nacionales
| Título              | Club                  | País    | Año     |
| ------------------- | --------------------- | ------- | ------- |
| Serie B             | Juventus F. C.        | Italia  | 2006-07 |
| Serie B             | A. S. Bari            | Italia  | 2007-08 |
| Nemzeti Bajnokság I | Budapest Honvéd F. C. | Hungría | 2016-17 |
| Nemzeti Bajnokság I | Ferencváros T. C.     | Hungría | 2018-19 |
| Copa de Hungría     | Budapest Honvéd F. C. | Hungría | 2019-20 |